# George Foot Moore
George Foot Moore (West Chester, 15 ottobre 1851 – Cambridge, 16 maggio 1931) è stato uno storico, teologo e semitista statunitense.
Fu un pastore presbiteriano dal 1878. Dal 1883 al 1901, in Massachusetts, fu insegnante di ebraico e di storia delle religioni al Theological Seminary di Andover. Nel 1902 ottenne la cattedra di teologia all'università di Harvard. Dal 1896 al 1900 fu direttore del Journal of the American Oriental Society e presidente della American Oriental Society.
Moore diresse i propri studi in senso filologico, ottenendo notevoli risultati dal punto di vista scientifico.

## Opere
Tra le numerose pubblicazioni si ricordano: 
- Il libro dei giudici in ebraico (1900)
- The Literature of the Old Testament  (La letteratura del Vecchio Testamento) (1913)
- History of Religions (volume I, 1913; volume II, 1919)
  - Storia delle religioni, 2 volumi, trad. di Giorgio La Piana, Laterza (varie edizioni: 1922-1989)
- Judaism in the first centuries of the christian era (1927-1930).

Ha anche contribuito alla Encyclopaedia Biblica